# Ukrainische Badmintonmeisterschaft 2023
Die Ukrainische Badmintonmeisterschaft 2023 fand vom 16. bis zum 19. November 2023 in Kiew statt.

## Medaillengewinner
| Disziplin    | Gold                                       | Silber                             | Bronze                                      |
| ------------ | ------------------------------------------ | ---------------------------------- | ------------------------------------------- |
| Herreneinzel | Artem Pochtarev                            | Kyrylo Leonow                      | Danil Sedow                                 |
| Herreneinzel | Artem Pochtarev                            | Kyrylo Leonow                      | Wladyslaw Buldenko                          |
| Dameneinzel  | Polina Buhrova                             | Jewhenija Kantemir                 | Sofia Lawrowa                               |
| Dameneinzel  | Polina Buhrova                             | Jewhenija Kantemir                 | Anasstasija Alimowa                         |
| Herrendoppel | Witalij Konow Artem Pochtarev              | Hlib Beketow Iwan Druschtschenko   | Walerij Atraschtschenkow Wladyslaw Buldenko |
| Herrendoppel | Witalij Konow Artem Pochtarev              | Hlib Beketow Iwan Druschtschenko   | Serhij Maruschtschak Oleksandr Tschirun     |
| Damendoppel  | Polina Buhrova Jewhenija Kantemir          | Natalya Voytsekh Yelyzaveta Zharka | Anasstasija Alimowa Raja Almalalcha         |
| Damendoppel  | Polina Buhrova Jewhenija Kantemir          | Natalya Voytsekh Yelyzaveta Zharka | Sofia Lawrowa Warwara Frolowa               |
| Mixed        | Walerij Atraschtschenkow Walerija Rudakowa | Hlib Beketow Sofia Lawrowa         | Iwan Druschtschenko Polina Tkatsch          |
| Mixed        | Walerij Atraschtschenkow Walerija Rudakowa | Hlib Beketow Sofia Lawrowa         | Serhij Garist Natalya Voytsekh              |